# Wdowa (komedia Pierre’a Corneille’a)
Wdowa (fr. La Veuve) – komedia Pierre’a Corneille’a z 1630 lub 1631 roku.
Nieśmiały Filist od dwóch lat stara się o rękę Klarysy. Wdowie udaje się wreszcie nakłonić go do wyznania swych uczuć. Alcydon, który udaje miłość do siostry Filista, a w rzeczywistości chce zdobyć Klarysę, porywa ją przy pomocy swego przyjaciela Celidana. Ten jednak wkrótce demaskuje motywy działania Alcydona i zwraca Klarysie wolność. Oswobodzona wdowa poślubia Filista, a Celidan jego siostrę.

## Data powstania utworu
Po niepowodzeniu Klitandra w tym samym roku (1630) albo już w następnym (1631) Corneille powrócił do komedii obyczajowej i wystawił w Paryżu Wdowę.

## Osoby
| Osoba     | Jej rola w dramacie                         |
| --------- | ------------------------------------------- |
| Filist    | kochanek Klarysy                            |
| Alcydon   | przyjaciel Filista, kochanek Doryzy         |
| Celidan   | przyjaciel Alcydona, zakochany w Doryzie    |
| Klarysa   | wdowa po Alkandrze, kochanka Filista        |
| Chryzanta | matka Doryzy i Filista                      |
| Doryza    | siostra Filista                             |
| Piastunka | Klarysy                                     |
| Geron     | wysłannik Florange'a, zakochanego w Doryzie |
| Lykas     | domownik Filista                            |
| Polymas   | sąsiad Klarysy                              |
| Dorast    | sąsiad Klarysy                              |
| Listor    | domownik Klarysy                            |

## Treść

### Akt I
Alcydon dziwi się niemrawym, dwa lata już trwającym, staraniom przyjaciela, Filista, o rękę pięknej wdowy, Klarysy. Przyjaciel wyznaje, że traci w jej obecności śmiałość, liczy jednak na pomoc jej Piastunki. Filist przyrzeka przyjacielowi rękę jego siostry, Doryzy. Alcydon, który kocha się potajemnie w Klarysie, udaje się po pomoc do jej Piastunki. Ta obiecuje, za wynagrodzeniem,  skłonić serce swej pani ku niemu, póki co radzi mu jednak, by dla zmylenia czujności Filista, udawał nadal, że stara się o rękę jego siostry. Chryzanta wypytuje córkę o Alcydona. Doryza ma wrażenie, że Alcydon nie stara się naprawdę o jej rękę. Matka namawia ją, by przyjęła starania Florange'a, młodzieńca wykształconego, choć nieśmiałego, ale, co najważniejsze, bardzo bogatego. Doryza zgadza się na prośbę matki. Ta przekazuje tę wiadomość Geronowi, wysłannikowi Florange'a i prosi o dwa dni zwłoki dla uzyskania zgody syna na to małżeństwo. Klarysa stara się wybadać uczucia Filista i bardzo ubolewa, że jako wdowa musi tak bardzo kluczyć i uważać na opinię innych.

### Akt II
Filist podsłuchuje rozmowę Klarysy z Piastunką, która nakłania swą panią do poszukania sobie godniejszego kochanka. Zaatakowana przez Filista, Piastunka tłumaczy, że działała dla jego dobra, by umożliwić swej pani rozeznanie się w jej uczuciach. Między Klarysą a Filistem dochodzi do gwałtownej wymiany zdań i do wyznania wzajemnej miłości. Doryza chłodno traktuje starania Alcydona. Piastunka informuje go o zamiarze Doryzy poślubienia Florange'a oraz o niepowodzeniu jej zabiegów. Doradza mu, by porwał jej panią, wskazuje mu czas i miejsce i obiecuje otworzyć tylne drzwi do ogrodu. Podpowiada mu również, by znalazł sobie pomocnika w tym przedsięwzięciu wśród dawnych starających się o Doryzę.

### Akt III
Alcydon przekonuje swego przyjaciela Celidana, że został znieważony przez Filista, który najpierw obiecał mu swą siostrę, a teraz przyrzekł ją Florange'owi. Celidan obiecuje mu pomóc się zemścić i porwać ukochaną Filista, Klarysę. Alcydon robi scenę Filistowi, zarzucając mu zdradę. Filist wyjaśnia przyjacielowi, że pomysł wydania Doryzy za Florange'a wyszedł od jego matki, i że nie dopuści do jego realizacji. Alcydon nie daje się jednak przebłagać. Chryzanta niepokoi się czy syn się zgodzi na planowane małżeństwo. Prosi Gerona o cierpliwość. Kiedy zjawia się Filist, dobywa miecza i przepędza natręta. Dochodzi do kłótni matki z synem na temat małżeństwa Doryzy. Klarysa wzdycha w ogrodzie do swego ukochanego. Gdy słyszy wdzierających się złodziei wzywa pomocy, Piastunka pada jej do nóg i tym samym uniemożliwia swej pani ucieczkę. Alcydon z Celidanem uprowadzają Klarysę. Nadbiegają sąsiedzi. Piastunka wysyła ich w pościg inną drogą.

### Akt IV
Filist na przemian łaje Lykasa i uczestników nieudanego pościgu, to znów rozpacza nad utratą ukochanej. Gdy zjawiają się u niego Alcydon z Celidanem zapewnia przyjaciela, że przegnał konkurenta do ręki Doryzy. Alcydon twierdzi jednak, że jego duma została zraniona niestałością Doryzy. Na osobności wyjaśnia Celidanowi, że skoro już włożył tyle trudu w porwanie Klarysy, to ją poślubi, a Celidanowi, zakochanemu w Doryzie, ustąpi praw do niej. Celidan zaczyna żywić podejrzenia co do pobudek działania Alcydona. Odwiedza Piastunkę i opowiada jej, że Klarysa została uwolniona przez Filista, a porywacz zginął z jego ręki. Przed śmiercią wyznał ponadto, że to Piastunka otwarła mu furtkę do ogrodu i w decydującym momencie udała omdlenie, żeby zatrzymać swą panią. Oburzona Piastunka demaskuje zabiegi Alcydona, choć nie przyznaje się do winy. Celidan udaje, że jej wierzy i proponuje, że ukryje ją w swym zamku przed gniewem jej pani. Postanawia pokrzyżować knowania Alcydona. Alcydon odwiedza Doryzę, wyjawia jej, że wobec jej niestałości nie może jej poślubić, ale że przyśle do niej swego przyjaciela, człowieka majętnego i szlachetnie urodzonego, który od dawna ją kocha. Doryza lamentuje nad swoim losem, który jest wynikiem sprzecznych dążeń jej bliskich i nadmiernej uległości jej samej.

### Akt V
Celidan uwalnia Klarysę, ukrytą w jego zamku i odprowadza ją do jej domu. Alcydona zapewnia, że wszystko jest w jak najlepszym porządku, a zdesperowana Klarysa na fałszywą wieść o śmierci Filista, zaczęła wzywać jego pomocy. Alcydon chętnie temu wierzy i zamierza wieczorem udać się do niej i zrealizować swe zamiary. Chryzanta wyrzuca synowi, że nie zważał na dobro siostry. Filist zarzuca matce, że oślepiła ją chciwość. Doryza wyznaje, że udawała jedynie miłość do Alcydona, żeby nie urazić brata. Celidan przychodzi z informacją, że Klarysa, wymknęła się z ręki porywaczy i znajduje się w swoim domu. Filist wypada bez słowa. Pozostawszy z Doryzą i jej matką, Celidan przyznaje się do długo skrywanego uczucia do Doryzy. Matka jest zachwycona tym wyznaniem. Sama przed laty zakochała się w ojcu Celidana, ale nie mogła za niego wyjść z powodu różnic majątkowych. Radzi jednak udać się do domu Klarysy i zapytać o zgodę Filista. Filist i Klarysa cieszą się z odzyskania siebie. Filist dziękuje Celidanowi za pomoc i pyta czym mógłby się odwdzięczyć. Celidan prosi o rękę jego siostry. Filist jest zaskoczony i zmieszany, bo obiecał rękę siostry Alcydonowi. Nadchodzi Alcydon i oskarża Celidana, że go wykorzystałː zwrócił Filistowi Klarysę, a sam sięgnął po Doryzę. Filist zapewnia go, że pozostał wierny danej mu przysiędze. Alcydon odrzuca jednak rękę Doryzy, jego serce bije gdzie indziej. Wychodząc wskazuje Celidana jako swego wspólnika. Filist uważa jednak, że uwolnienie Klarysy świadczy o szczerości zamiarów Celidana. Prosi go więc o przyjęcie ręki tej, którą kocha.

## Analiza
We Wdowie Corneille powrócił do wypróbowanego w Melicie schematu dwóch zakochanych par, a właściwie trzech mężczyzn zakochanych w dwóch kobietach. Tym razem przeszkodę dla miłości głównej pary bohaterów stanowi porwanie tytułowej bohaterki. Podobnie jak w Melicie główna intryga rozwiązuje się na początku V aktu i ostatni akt służy jedynie rozwiązaniu wątku pobocznego miłości drugiej pary bohaterów. Tym razem rozwiązanie jest mniej przypadkoweː Doryza łączy się z Celidanem.
Utwór ma w sobie wdzięk pastorałki. Bohaterowie niezwykle egzaltowani w wyrażaniu uczuć, są nader trzeźwi w ocenie warunków zawierania małżeństwa. Klarysa dba o to, co przystoi jej wdowieńskiemu stanowi. Chryzanta stara się o jak najkorzystniejsze wydanie córki za mąż. Filist nieśmiały w stosunku do swej Klarysy, jest niezwykle stanowczy w kwestiach matrymonialnych swej siostry. Ta irytuje się na swoją sytuację przedmiotu sporu między matką a bratem.
Sztuka nie zachowuje zasady jedności miejsca i czasu. Zasadę jedności miejsca Corneille zawsze, zgodnie zresztą z poglądami teoretyków teatru lat 30., traktował dość swobodnie, uznając, że jest ona zachowana, jeśli akcja nie przekracza odległości, którą bohaterowie są w stanie pokonać w ciągu dnia. We Wdowie miejscem akcji jest zasadniczo Paryż i znajdujące się w pewnym oddaleniu od siebie domy Klarysy, Filista i Celidana. Akcja kolejnych aktów rozgrywa się w ciągu pięciu następujących po sobie dni.